# Elli Kokkinou
Elli Kokkinou (Grego:Έλλη Κοκκίνου) é uma cantora Grega nascida em Atenas, Grécia. É nos dias de hoje uma das mais populares e admiradas cantoras no seu país.

## Carreira
Em 1994, emigrou para os Estados Unidos para estudar música no Musicians Institute of Technology. Em 1996, Elli lançou dois álbuns através da editora Sony Music.
Em 2002 assinou contrato com a Heaven Music e no ano seguinte deu início à colaboração com o reputado compositor de letras Phivos. Em Maio de 2003 edita Sto Kokkino que foi um dos álbuns mais bem sucedidos desse ano na Grécia atingindo o estatuto de dupla-platina. Este álbum foi também um sucesso na vizinha Turquia.
Em 2007 deixa a Heaven Music e termina a colaboração com Phivos voltando a assinar com a Sony Music. Em Setembro do mesmo ano lança o seu novo álbum intitulado “Eilikrina” que atingiu o 3º lugar do ranking nos Tops Gregos.

## Discografia
| - 1999: Epikindina Paihnidia - 2000: Andriki Kolonia - 2003: Paradinomai - 2004: Sto Kokkino - 2005: SEX - 2006: Ki'Allo - 2007: Ilikrina - 2011: Ta Genethlia Mou - 2017: Afti Ime Ego | - 1998: Epinkindina Paihnidia - 2000: Pao/Lexi Pros Lexi - 2007: Lipame Ilikrina - 2004: Sto Kokkino - Karaoke |